# Seymour Lawrence
Seymour Lawrence (* 11. Februar 1926 in New York City; † 24. Januar 1994 in Englewood/Florida) war ein US-amerikanischer Verleger.

## Leben
Lawrence studierte bis 1948 an der Harvard University. Von 1954 bis 1964 war er Direktor und Chefredakteur der Atlantic Monthly Press in Boston, 1964 Redaktionsvizepräsident bei Alfred A. Knopf, Inc. 1965 gründete er das Verlagshaus Seymour Lawrence, Inc. als selbständige Abteilung von Dell Publishing und dessen Hardcover-Abteilung Delacorte Press. Ab 1982 arbeitete er mit dem Verlag E. P. Dutton zusammen, 1988 schloss er sich mit Houghton Mifflin Harcourt zusammen.
Lawrence profilierte sich als Entdecker junger Autoren. Katherine Anne Porter, Kurt Vonnegut, Richard Brautigan, Richard Ford, Barry Hannah, Jim Harrison und Joseph Heller gehören zu den renommierten Autoren, die er entdeckte und zuerst veröffentlichte. Darüber hinaus veröffentlichte er die Werke von vier Literaturnobelpreisträgern: Miguel Angel Asturias, Camilo José Cela, Pablo Neruda und Giorgos Seferis.
Lawrences Sammlung amerikanischer Kunst mit Werken bedeutender Künstler des 20. Jahrhunderts wie Georgia O’Keeffe, Marsden Hartley, Man Ray und Arthur Dove gelangte 1994 als Schenkung für den Bau der Galerie in das University of Mississippi Museum. Die Seymour Lawrence Gallery wurde 1998 mit Mitteln der Universität und des Staates Mississippi eröffnet.